# Thomas J. McIntyre

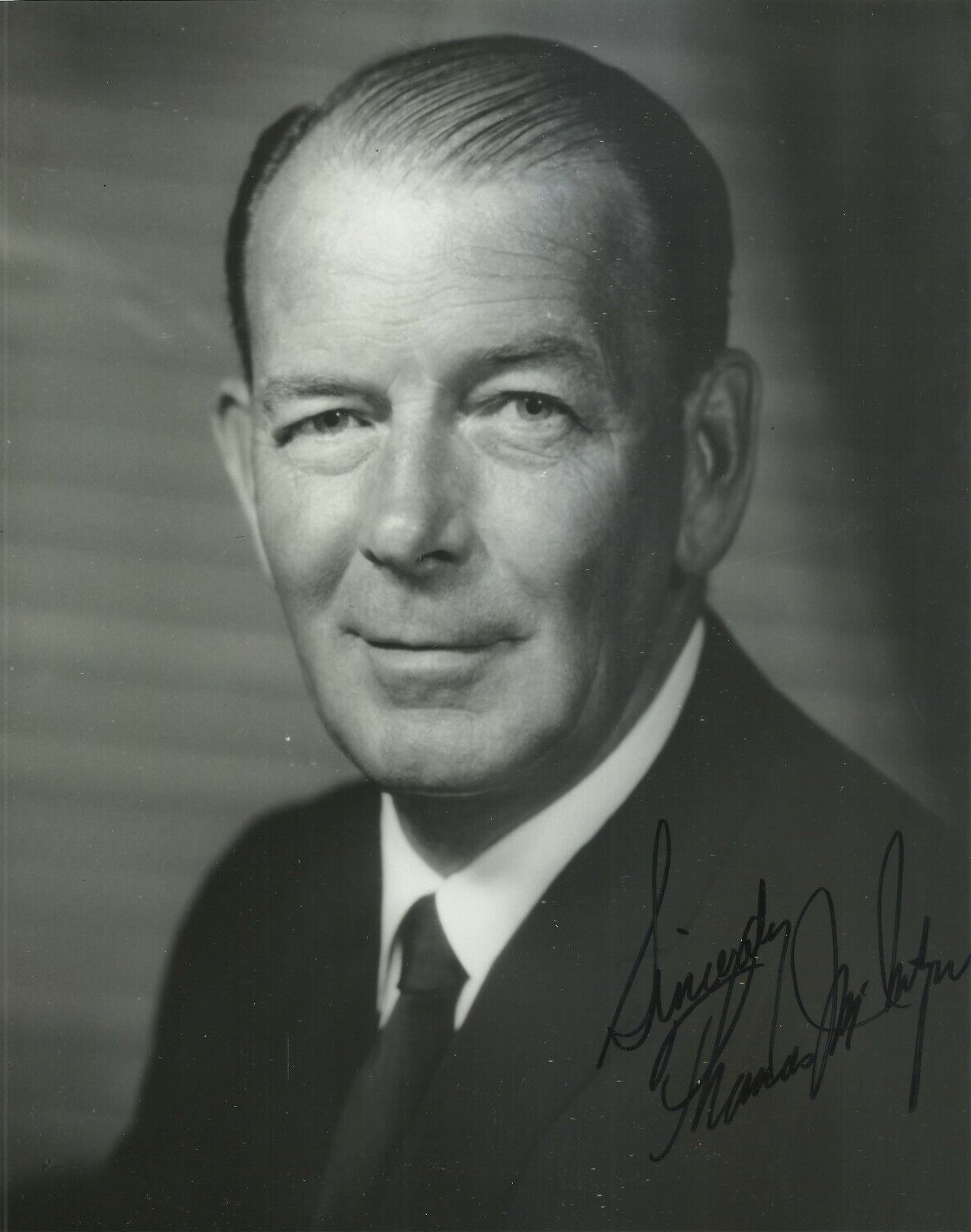
Thomas James McIntyre

Thomas James McIntyre, född 20 februari 1915 i Laconia, New Hampshire, död 8 augusti 1992 i Palm Beach, Florida, var en amerikansk demokratisk politiker. Han representerade delstaten New Hampshire i USA:s senat 1962-1979.
McIntyre utexaminerades 1937 från Dartmouth College. Han avlade 1940 juristexamen vid Boston University. Han tjänstgjorde i USA:s armé under andra världskriget och befordrades till major. Han var borgmästare i Laconia 1949-1951.
McIntyre kandiderade utan framgång till representanthuset i kongressvalet 1954. Han fyllnadsvaldes 1962 till senaten och omvaldes 1966 samt 1972. Han besegrades i senatsvalet 1978 av republikanen Gordon J. Humphrey.
McIntyre var katolik. Han gravsattes på Saint Lamberts Cemetery i Laconia.